# Franz III. (Waldeck)
Franz III. (* 27. Juni 1553 auf Schloss Cloppenburg; † 12. März 1597) war Graf von Waldeck zu Landau. 

## Leben
Er war Sohn von Graf Johann I. und der Mutter Anna von Lippe. Damit gehörte er dem Haus Waldeck an. Sein älterer Bruder war Philipp VI. Beide studierten bis 1569 an der Universität Marburg. Nach dem Tod des Bruders 1579 übernahm Franz die Regentschaft von Waldeck zu Landau. Dabei hat er das Kirchen- und Schulwesen gefördert. Seit 1582 war er mit Walpurg von Pleß verheiratet.
Nach dem Tod von Graf Günther von Waldeck-Wildungen wurde er neben der Witwe Vormund für dessen Kinder. Die Gräfin und er haben 1586 die Stadtschulen in Mengeringhausen und in Niederwildungen vergrößert. Ein Jahr später richteten die verschiedenen Linien von Waldeck gemeinsam eine Münzstätte in Niederwildungen ein. Noch im selben Jahr wurde eine erste Silbermünze geprägt. Später folgten Groschen und Doppeltaler. Im Jahr 1589 wurde eine gräflich waldeckische Münzordnung erlassen. Franz III. nahm an dem Reichstag von 1594 in Regensburg persönlich teil und unterschrieb den Reichstagsabschied auch als Vormund für seine Vettern. Gegenüber den Landgrafen von Hessen bemühte er sich um eine unabhängige Linie. Weil Franz III. keine Nachkommen hatte setzte er die Söhne von Josias I. Christian und Wolrad als Erben ein. Mit ihm erlosch die Neuere Landauer Linie der Grafen von Waldeck. Bestattet wurde er in der Stadtkirche von Mengeringhausen. Im Chor erinnert eine Eisenplatte an ihn und im Kirchenschiff ein Epitaph.